# Mahasthamaprapta
Mahāsthāmaprāpta is een bodhisattva die symbool staat voor de kracht van wijsheid en sterkte. Zij/hij wordt vaak samen met Amitabha en Avalokitesvara (Guanyin) afgebeeld als een drie-eenheid. Ze zijn belangrijk in het Zuiver Land-boeddhisme. In het Chinees boeddhisme wordt Mahāsthāmaprāpta afgebeeld als een vrouw die lijkt op Guan Yin. Mahāsthāmaprāpta is ook een van de Japanse Dertien Boeddha's. De Heilige lotus is een attribuut van Mahāsthāmaprāpta in het Zuiver Land-boeddhisme.
In tegenstelling tot de meeste bodhisattvas, is er van Mahāsthāmaprāpta minder bekend. In de Shurangama Soetra vertelt Mahāsthāmaprāpta hoe hij de verlichting bereikte door nianfo. In de Overpeinzing Soetra symboliseert Mahāsthāmaprāpta de maan (wijsheid) en Avalokitesvara de zon.
De berg Jizu Shan (雞足山) wordt door Chinese boeddhisten gezien als de bodhimanda van Mahasthamaprapta.